# San Isidro (Teksas)
San Isidro je naseljeno mjesto za statističke potrebe u američkoj saveznoj državi Teksas. Prema popisu stanovništva iz 2010. u njemu je živjelo 240 stanovnika.